# Nevadas torrenciales en Japón de 1917-1918
Las nevadas torrenciales de Japón de 1917-1918, como su nombre lo indica, fue una serie de nevadas torrenciales que se produjeron en Japón principalmente en las regiones de Hokuriku y Tohoku entre diciembre de 1917 (Taishō 7) y enero de 1918 (Taishō 8).

## Descripción
En enero de 1918 se produjeron grandes daños por las nevadas y avalanchas en muchas partes del país. El resumen meteorológico al principio del Manual de meteorología n.º 228, enero de 1918 dice: «Las altas presiones ocuparon en general la zona continental y las bajas presiones pasaron sobre el mar de Japón, provocando nevadas en Honshu, Hokkaidō, Karafuto, etc. Las nevadas intensas y las tormentas de nieve causaron grandes daños». Las nevadas más profundas del año fueron en las ciudades de Fukui, Kanazawa y Takaoka.
En el pueblo de Minamiuonuma, se produjo el 9 de enero una avalancha conocida como la avalancha de Minamata, que afectó a unas 30 casas del pueblo y mató a 158 personas. Además, el 20 de enero se produjo una avalancha superficial conocida como avalancha de Otori en la mina de Otori, en el pueblo de Asahi, que destruyó un campo de arroz y otras estructuras y mató a 154 personas.